# Scenario: Theatre of War
Scenario: Theatre of War è un videogioco strategico a turni pubblicato nel 1992 per Atari ST, Commodore 64 e MS-DOS dall'editrice tedesca Starbyte Software. È un wargame di bassa complessità che si svolge su una mappa dell'Europa al tempo della prima guerra mondiale, ma non ha attinenza con i fatti storici. Il manuale originale tratta anche una versione Amiga, e la rivista Amiga Joker la recensì, tuttavia non ci sono conferme che questa versione sia stata effettivamente pubblicata.

## Modalità di gioco
Quattro potenze militari non specificate si scontrano per il predominio sull'Europa. Possono partecipare 1-4 giocatori umani, mentre le restanti nazioni sono controllate dal computer, a 4 possibili livelli di difficoltà. La schermata principale mostra una mappa di buona parte dell'Europa, suddivisa in 40 territori e 13 aree di mare, e un menù di comando controllato tramite mouse (joystick su Commodore 64). Ciascuna nazione sceglie un solo territorio iniziale, mentre tutti gli altri restano territori neutrali e passivi da poter conquistare.
Ogni territorio può essere difeso da un certo numero di carri armati, aerei e navi; la presenza di forze è indicata da un puntino, mentre per vederne la quantità si deve selezionare il territorio per aprire la sua finestra informativa, sempre accessibile a tutti i giocatori. Tutte le armate possono spostarsi di un territorio per turno; le navi permettono il trasporto via mare anche delle altre forze. In caso di combattimento i risultati vengono calcolati automaticamente. Su ogni territorio, pagando denaro, si possono costruire fabbriche di tre tipi per poter produrre rispettivamente nuovi carri armati, aerei o navi. Su ogni territorio si può inoltre erigere una base militare, che rende la forza in difesa circa doppia.
Ciascun territorio posseduto ha un proprio rendimento di tasse per turno, inoltre ci sono bonus per il possesso di imperi completi. Un'altra fonte di guadagno è l'estrazione di materie prime, che può essere fatta in un territorio per turno: si può investire nella produzione di carbone, ferro e rame, ciascuno con un costo ovunque diverso e un rendimento monetario immediato. Tuttavia sfruttare troppo una certa risorsa in un territorio può causarne l'instabilità economica; c'è un'opzione per analizzare lo stato delle risorse di un territorio, ma ha un alto costo.
Ci sono altre funzionalità che diventano disponibili solo in certe circostanze. Si possono supportare economicamente le rivoluzioni per indebolire o sovvertire i territori avversari. I servizi segreti permettono occasionalmente di sabotare una fabbrica nemica, affrontando però una piccola sequenza d'azione: un breve sparatutto con un mirino contro cinque soldati visti in prima persona. Un'altra sequenza, possibile dopo che una nazione avversaria è stata eliminata, è l'assassinio del leader rifugiato in un'ambasciata, per ottenere un grosso premio in denaro. Quando si possiedono imperi completi, le navi possono essere inviate alle colonie extraeuropee per sedare disordini e ottenere guadagni. Sono presenti anche eventi casuali come incidenti aerei e tempeste.